# 858.º Batallón Antiaéreo Ligero
El 858.° Batallón Antiaéreo Ligero (858. leichte-Flak-Abteilung (o)) fue una unidad de la Luftwaffe durante la Segunda Guerra Mundial.

## Historia
Fue formado en octubre de 1942 del VII Comando Administrativo Aéreo con:
- Grupo de Plana Mayor/858° Batallón Antiaéreo Ligero/Nuevo
- 1° Bat./858° Batallón Antiaéreo Ligero/Nuevo
- 2° Bat./858° Batallón Antiaéreo Ligero desde la 4° Bat./506° Batallón Antiaéreo de Reserva
- 3° Bat./858° Batallón Antiaéreo Ligero desde la 5° Bat./506° Batallón Antiaéreo de Reserva
- 4° Bat./858° Batallón Antiaéreo Ligero desde la 5° Bat./136° Batallón Antiaéreo de Reserva

En 1943 la 2° Bat./858° Batallón Antiaéreo Ligero fue reformada como 2024° Batería Antiaérea Ligera z.b.V..

## Servicios
- abril de 1943: en Stuttgart.
- 1 de noviembre de 1943: en Stuttgart bajo la 20° Brigada Antiaérea (75° Regimiento Antiaéreo).
- 1 de enero de 1944: en Stuttgart bajo la 20° Brigada Antiaérea (75° Regimiento Antiaéreo).
- 1 de febrero de 1944: en Stuttgart bajo la 20° Brigada Antiaérea (75° Regimiento Antiaéreo).
- 1 de marzo de 1944: en Stuttgart bajo la 20° Brigada Antiaérea (75° Regimiento Antiaéreo).
- 1 de abril de 1944: en Stuttgart bajo la 20° Brigada Antiaérea (75° Regimiento Antiaéreo).
- 1 de mayo de 1944: en Stuttgart bajo la 20° Brigada Antiaérea (75° Regimiento Antiaéreo).
- 1 de junio de 1944: en Stuttgart bajo la 20° Brigada Antiaérea (75° Regimiento Antiaéreo).
- 1 de julio de 1944: en Stuttgart bajo la 20° Brigada Antiaérea (75° Regimiento Antiaéreo).
- 1 de agosto de 1944: en Stuttgart bajo la 9° Brigada Antiaérea (139° Regimiento Antiaéreo) (Grupo de Estado Mayor, 1° Escuadra, 2° Escuadra, 3° Escuadra, 4° Escuadra/858° Batallón Ligero Antiaéreo).
- 1 de septiembre de 1944: en Stuttgart bajo la 9° Brigada Antiaérea (139° Regimiento Antiaéreo) (Grupo de Estado Mayor, 1° Escuadra, 2° Escuadra, 3° Escuadra, 4° Escuadra/858° Batallón Ligero Antiaéreo).
- 1 de octubre de 1944: en Stuttgart bajo la 9° Brigada Antiaérea (139° Regimiento Antiaéreo) (Grupo de Estado Mayor, 1° Escuadra, 2° Escuadra, 3° Escuadra, 4° Escuadra/858° Batallón Ligero Antiaéreo).
- 1 de noviembre de 1944: en Stuttgart bajo la 28° División Antiaérea (139° Regimiento Antiaéreo) (Grupo de Estado Mayor, 1° Escuadra, 2° Escuadra, 3° Escuadra, 4° Escuadra/858° Batallón Ligero Antiaéreo).
- 1 de diciembre de 1944: en Stuttgart bajo la 28° División Antiaérea (139° Regimiento Antiaéreo) (Grupo de Estado Mayor, 1° Escuadra, 3° Escuadra, 4° Escuadra/858° Batallón Ligero Antiaéreo).
  - En Nürnberg en Stuttgart bajo la 28° División Antiaérea (93° Regimiento Antiaéreo) (2° Escuadra/858° Batallón Ligero Antiaéreo bajo el Grupo de Estado Mayor/951° Batallón Ligero Antiaéreo).
- 1945: en Stuttgart.